# 長淵辺氏
長淵辺氏（チャンヨンビョンし、장연변씨）は、朝鮮の氏族の一つ。本貫は黄海道長淵郡である。2015年の調査では、2,490人である。
始祖は、中国宋で門下省祗候を務め、その後、高麗に帰化して大阿飡を務めた中国隴西出身の辺鏡の曾孫の辺有寧である。

## 行列字
| ○世孫  | 23       | 24       | 25       | 26       | 27       | 28       | 29       | 30       | 31       | 32       | 33       | 34       |
| ------ | -------- | -------- | -------- | -------- | -------- | -------- | -------- | -------- | -------- | -------- | -------- | -------- |
| 行列字 | 규（圭） | 종（鍾） | 한（漢） | 식（植） | 섭（燮） | 재（在） | 현（鉉） | 태（泰） | 근（根） | 영（榮） | 호（浩） | 병（秉） |
| ○世孫  | 35       | 36       | 37       | 38       | 39       | 40       | 41       | 42       | 43       | 44       | 45       |          |
| 行列字 | 훈（勳） | 철（喆） | 옥（鈺） | 영（永） | 상（相） | 병（炳） | 균（均） | 호（鎬） | 충（忠） | 재（載） | 탁（鐸） |          |

## 集姓村
- 全羅南道長興郡[2]